# Magatama
 (janvier 2012).
Si vous disposez d'ouvrages ou d'articles de référence ou si vous connaissez des sites web de qualité traitant du thème abordé ici, merci de compléter l'article en donnant les références utiles à sa vérifiabilité et en les liant à la section « Notes et références ».

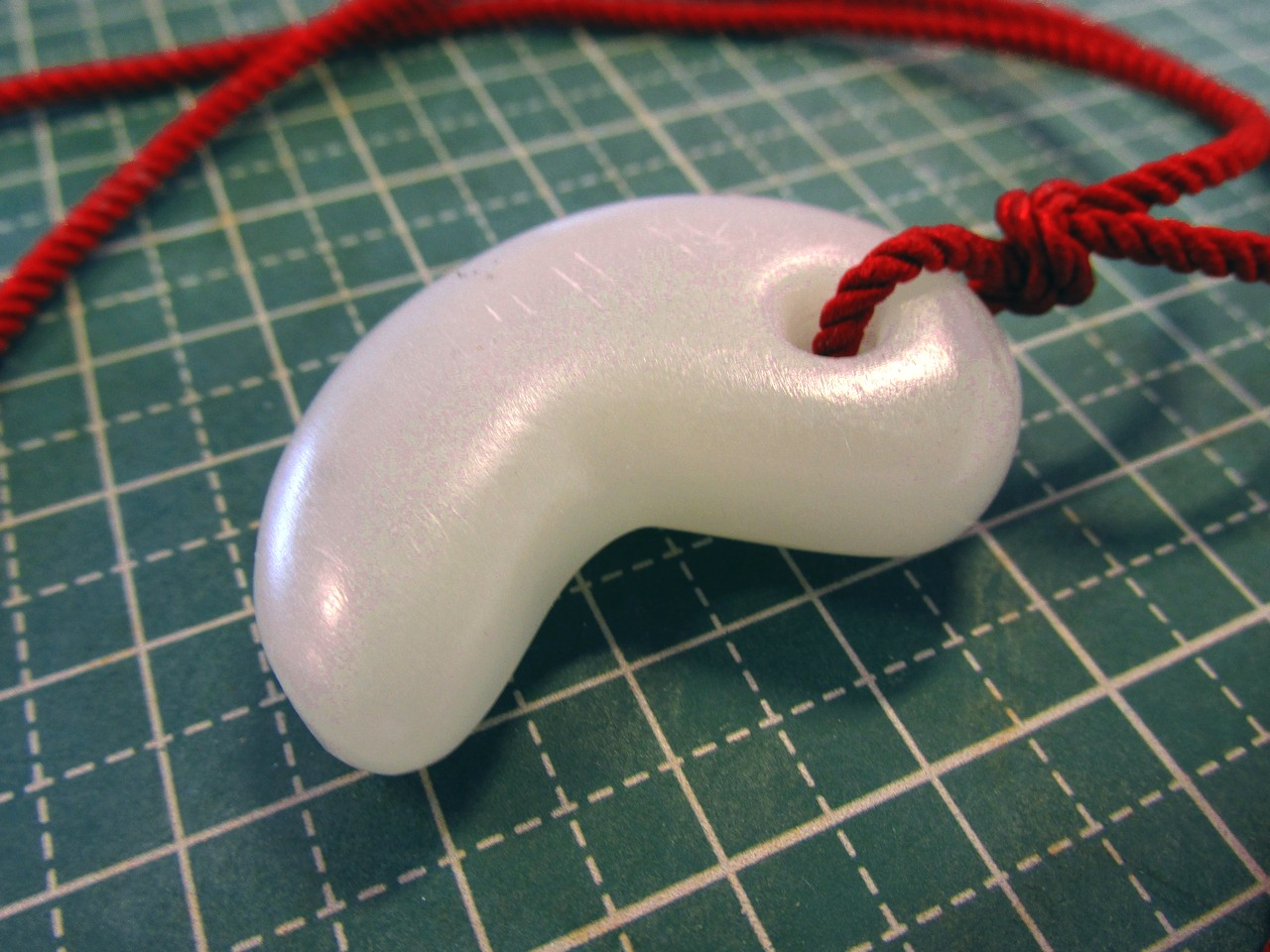
Reproduction d'après un original de Sannai Maruyama, période Jōmon ancien à moyen (3500 à 2000 AEC), périphérie de la ville d'Aomori, tout au nord de l'île d'Honshū.
Pierre tendre : talc, dureté : 1 Mohs.

Le magatama (曲玉 / 勾玉) est un ornement caractéristique, initialement, de la protohistoire du Japon. Sa forme évoque un croc percé, une griffe d'ours, une virgule, un 9 ou parfois un fœtus. Il est généralement fabriqué en ambre, en pierre, en jade ou même en verre.

## Généralités
Les découvertes archéologiques datent l'apparition du magatama de la fin de la période Jōmon. Sur le site de Sannai Maruyama, on a découvert un pendentif en forme de virgule, parmi d'autres pendentifs. Autre exemple, sur le site de Kunenbashi (Iwate). Jōmon final où il est désigné comme « perle en forme de virgule ». Cette perle de pierre mesure 4 cm de long et 0,5 cm d'épaisseur. Elle porte trois petites échancrures sur le bord de la partie la plus large, celle correspondant à l'orifice. D'autres perles de forme plus commune, ou en anneau fendu, réalisées en pierre, terre cuite ou en jade se rencontrent à côté des premiers bracelets découpés dans de grands coquillages dont on aura évidé le centre, en particulier ceux semblables à des patelles (d. ext.[Quoi ?] 10 cm env.), qui seront reproduits dans une pierre verte (jaspe et tuf[Lequel ?] vert) à l'époque Kofun. On trouve alors, à cette époque, dans les tertres funéraires kofun des groupes de magamata en néphrite (site de Shibagahara, Jōyō (Kyōto, transition Yayoi / Kofun), puis en perles de verre bleu (site d'Otani, Wakayama).

On attribue des caractéristiques magiques[Lesquelles ?] à cet objet, telle une amulette.

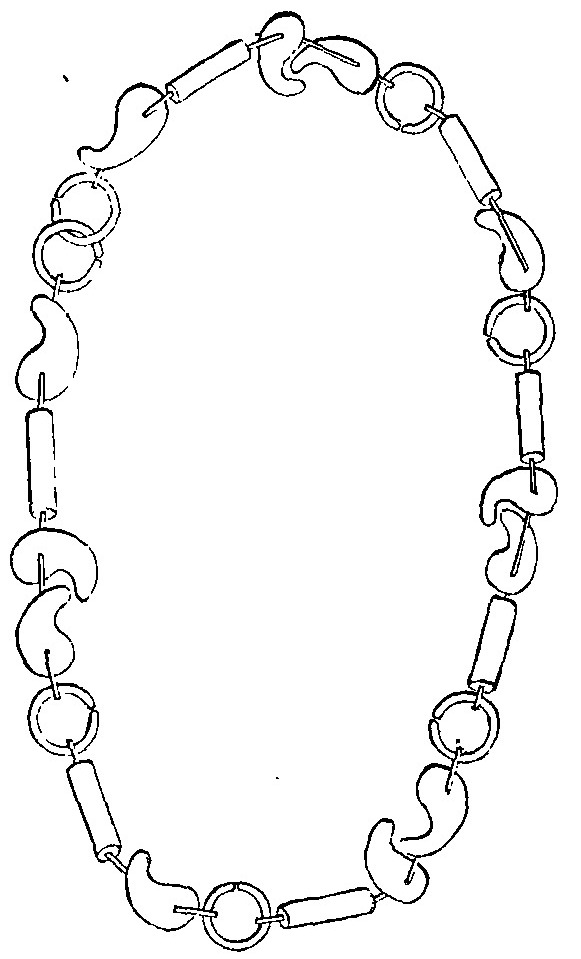
Collier de magatamas (pierreries), illustration d'Aimé Humbert-Droz pour son récit de son voyage Le Japon (lire en ligne).
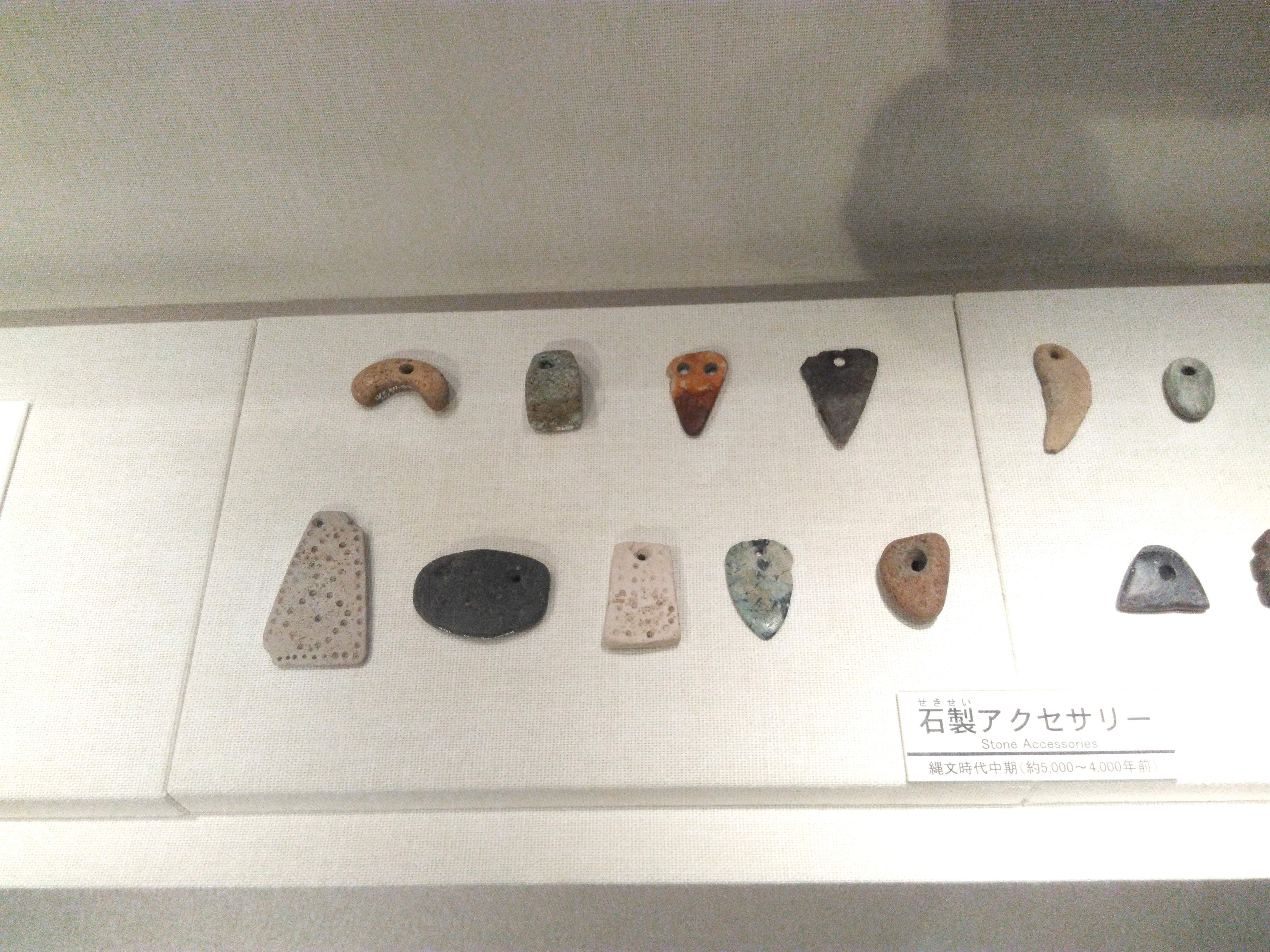
Pendentif en forme de virgule dans un groupe de pendentifs du site de Sannai Maruyama, période Jōmon (musée du site).
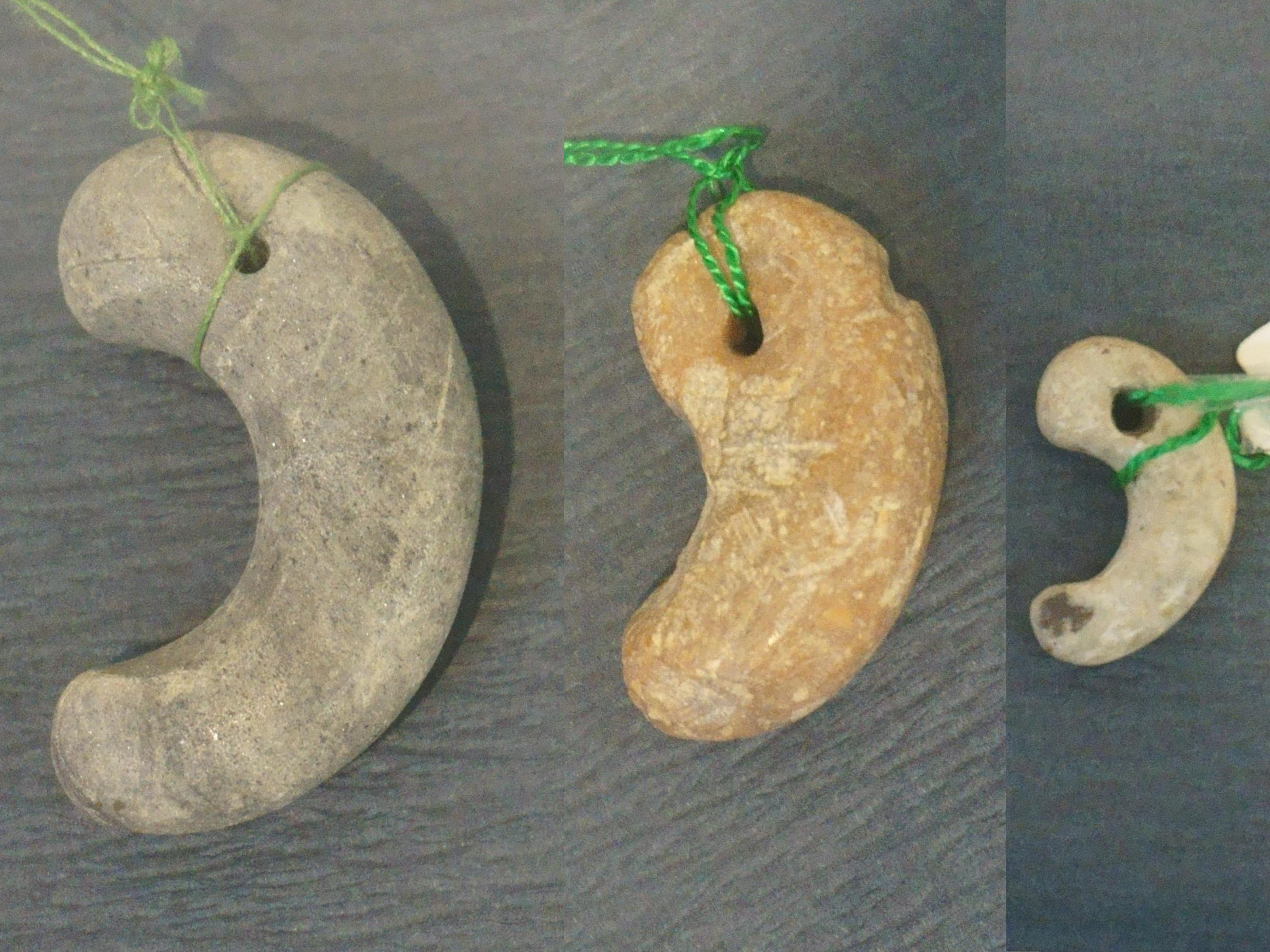
Magatama, pierre polie, site de Yoshinogari, période Yayoi (musée du site).

## Lemagatamadu trésor impérial japonais

Répliques du Trésor impérial du Japon.

Le magatama le plus célèbre est le Yasakani no magatama (八尺瓊曲玉) et fait partie du Trésor impérial du Japon. Il est également connu comme un collier de fertilité magique orné de joyaux porté par Amaterasu. Ce trésor est utilisé notamment lors du sacre de l'empereur. Très peu de gens l'ont vu car, en dehors du sacre, il reste caché, et la cérémonie du sacre est confidentielle, réservée à certains prêtres, courtisans ou ministres. Ce trésor est mentionné dès le VIIIe siècle mais rien ne prouve que ses éléments actuels sont d'origine.